# Peter Kranke

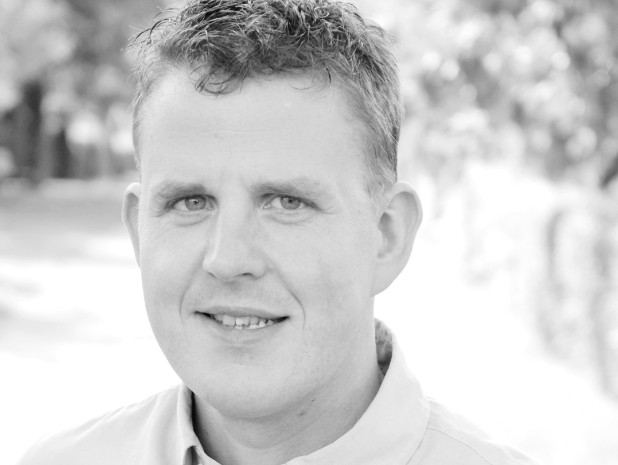
Peter Kranke (2015)

Peter Kranke (* 10. Juli 1973 in Würzburg) ist ein deutscher Anästhesist und Professor für Anästhesiologie am Universitätsklinikum Würzburg. Er ist bekannt für die Durchführung klinischer Studien und systematischer Übersichtsarbeiten im Kontext der perioperativen Medizin, klinischen Forschung mit Fokus in der evidenzbasierten Medizin sowie interventionelle und observationale Studien, unter anderem im Zusammenhang mit postoperativer Übelkeit und Erbrechen. Zu seinen klinischen Verantwortungs- und Interessensbereichen gehören unter anderem die Anästhesie und Analgesie in der Geburtshilfe.

## Leben
Peter Kranke studierte von 1994 bis 1999 Humanmedizin an der Julius-Maximilians-Universität Würzburg. Anschließend setzte er sein Studium von 1999 bis 2000 an der Ruprecht-Karls-Universität Heidelberg sowie am Kantonsspital Baden in der Schweiz fort, wo er sein Praktisches Jahr absolvierte. Im Jahr 2000 erfolgte seine Approbation zum Arzt und 2001 die Promotion zum Dr. med. mit der Note magna cum laude.
2006 erlangte Kranke die Facharztanerkennung und schloss im selben Jahr seine Habilitation ab. Seine Habilitationsschrift trägt den Titel Perioperative Prozessoptimierung durch Anwendung von Evidence-based Medicine und Ergebnissen aus der Outcomes-Forschung am Beispiel der Vermeidung von Übelkeit und Erbrechen nach Narkosen.
Berufsbegleitend absolvierte er einen Master of Business Administration (MBA) an der Wirtschaftswissenschaftlichen Fakultät der Universität Würzburg, den er 2005 abschloss.
2007 wurde Kranke zum Oberarzt an der Klinik und Poliklinik für Anästhesiologie der Universität Würzburg ernannt. Seit 2008 ist er dort Leiter der klinischen Forschung. 2009 erhielt er einen Ruf auf eine Professur für Anästhesiologie an der Universität Würzburg. 2013 lehnte er einen Ruf auf eine Professur für Anästhesiologie an der Universität zu Köln ab.
Kranke besitzt neben dem Facharzt für Anästhesiologie mehrere Zusatzbezeichnungen, darunter Intensivmedizin, Notfallmedizin, Schmerztherapie, Palliativmedizin, Akupunktur und Ärztliches Qualitätsmanagement. Zudem verfügt er über diverse Qualifikationen im Zusammenhang mit der Durchführung klinischer Studien, einschließlich Prüfarzt- und GCP-Training. Im Bereich der Hochschullehre erwarb er 2014 das Zertifikat „Hochschullehre Bayern“ und schloss 2024 den Masterstudiengang Medical Education an der Universität Heidelberg mit dem akademischen Grad Master of Medical Education (MME) ab. Seit 2016 ist er Lehrbeauftragter der Klinik und Poliklinik für Anästhesiologie am Universitätsklinikum Würzburg.
In seiner Funktion als Oberarzt leitet Kranke seit 2007 den Bereich Anästhesie in der Frauenklinik am Universitätsklinikum Würzburg. Sein klinischer Verantwortungs- und Interessenbereich liegt in der geburtshilflichen Analgesie und Anästhesie, in der er als Gutachter tätig ist.
Kranke leitet außerdem die „Arbeitsgruppe klinische Studien“, die klinische Forschungsprojekte zur Zulassung von pharmakologischen Interventionen (IMP, Phase II oder III) oder zur Evaluation von Medizinprodukten durchführt. Darüber hinaus erstellt die Arbeitsgruppe systematische Übersichtsarbeiten, unter anderem nach den Kriterien der Cochrane Collaboration, zu Interventionen im Gesundheitswesen mit begleitender ökonomischer Nutzenbewertung.

## Wissenschaftlicher Beitrag
Schwerpunkt der wissenschaftlichen Arbeiten von Kranke waren zum einen beobachtende Arbeiten zur Inzidenz und zu Risikofaktoren von Übelkeit und Erbrechen nach Narkosen (postoperative nausea and vomiting; PONV), eigeninitiierte Studien zur Wirksamkeit und Verträglichkeit von Antiemetika und Zulassungsstudien für antiemetische Pharmakotherapie in den Phasen II und III sowie systematische Übersichtsarbeiten zu verschiedenen Interventionen im perioperativen Kontext, darunter zu zahlreichen Antiemetika.
Daneben wurden mannigfaltige Modellierungen zu prognostischen Tools im Rahmen der Prädiktion von PONV shivering und anderen Endpunkten sowie pharmakoökonomische Analysen und Untersuchungen zur Auswirkungen von Algorithmen auf die Behandlungsqualität durchgeführt.
Der Fokus auf evidenzbasierter Medizin im Kontext der Anästhesie führte bald zu ersten Cochrane Reviews auf dem Gebiet der perioperativen Medizin und verwandten Gebieten, die einen bedeutsamen Arbeitsschwerpunkt der Gruppe um Kranke ausmacht, und zur Erarbeitung weiterer Cochrane Reviews inklusive deren regelmäßigen Update.
Der Arbeitsschwerpunkt evidenzbasierte Medizin führte zur Mitarbeit in zahlreichen Konsensus- und Guideline-Gremien. Neben der perioperativen Medizin im Allgemeinen liegt ein weiterer Schwerpunkt auf der geburtshilflichen Analgesie und Anästhesie, insbesondere auf der Untersuchung alternativer Verfahren zur geburtshilflichen Analgesie, z. B. bei Kontraindikationen für die Durchführung neuraxialer Analgesieverfahren, wie der Epiduralanalgesie und deren sicheren Implementierung. Kranke und Mitarbeiter wiesen auf auffällige Ergebnisse des Forschers Yoshitaka Fujii hin.
Diese Erkenntnisse wurden lange negiert, schlussendlich aber durch neuerliche, aufwändige Analysen bestätigt.

## Mitgliedschaften in wissenschaftlichen Vereinigungen
Kranke war von 2009 bis 2018 Editor der Zeitschrift European Journal of Anaesthesiology, ist Mitglied des Expertenpanels der Zeitschrift Anästhesiologie Intensivmedizin Notfallmedizin Schmerztherapie und bekleidete verschiedene Positionen in der European Society of Anaesthesiology (u. a. Mitglied und später Vorsitzender des Scientific Committee für Evidence-based Medicine and Quality Improvement, Mitglied des Scientific Committee on Obstetric Anaesthesia, Mitglied und von Januar 2021 bis Dezember 2023 Chairman des Guideline Committee, seit 1. Januar 2024 Past-Chairperson).
Er ist Mitglied im Obstetric Committee (2016–2020, 2020–2024 und 2024–2028) der World Federation of Societies of Anaesthesiologists (WFSA).
Kranke ist Mitautor der internationalen Konsensus-Konferenzen zum Management von Übelkeit und Erbrechen nach Narkosen (postoperative nausea and vomiting, PONV) einschließlich deren regelmäßigen Updates sowie der Europäischen Empfehlung zur präoperativen Nüchternheit. In der Deutschen Gesellschaft für Anästhesiologie hat er unter anderem seit 2015 die Funktion des Schriftführers des Wissenschaftlichen Arbeitskreises Regionalanästhesie und geburtshilfliche Anästhesie inne (seit 2017: 2. Sprecher des neu gegründeten Arbeitskreises „Geburtshilfliche Anästhesie“ der DGAI) und ist Mitglied der Programmkommission des DAC für den Bereich geburtshilfliche Anästhesie sowie der Kommission Klinische Forschung.
Seit 1. Januar 2024 ist Kranke 1. Sprecher des Arbeitskreises Geburtshilfliche Anästhesie der DGAI. Als Vertreter der Deutschen Gesellschaft für Anästhesiologie und Intensivmedizin begleitete und begleitet Kranke zahlreiche Leitlinienprojekte der DGAI (Volumentherapie; „Die geburtshilfliche Analgesie und Anästhesie“) bzw. der Deutschen Gesellschaft für Gynäkologie und Geburtshilfe („Die sectio caesarea“  und „Die vaginale Geburt am Termin“). Seit 2011 ist Kranke Mitglied der Arbeitsgruppe „Revision des Kapitels 5 – Humanalbumin der Querschnitts-Leitlinien-Hämotherapie“ des Ständigen Arbeitskreises „Querschnitts-Leitlinien zur Therapie mit Blutkomponenten und Plasmaderivaten“ des Wissenschaftlichen Beirats.

## Auszeichnungen
- Ernennung zum Fellow der Europäischen Gesellschaft für Anästhesie und Intensivmedizin, FESAIC (Fellow of the European Society of Anaesthesiology and Intensive Care) (2022)
- August-Bier-Preis der DGAI (2018)
- Carl-Ludwig-Schleich-Preis der DGAI (2016)[35]
- ESA-Metaanalysen Grant (2013)
- 1. Lilly Quality-of-Life Preis (2004)

## Publikationen
Bücher
- Die geburtshilfliche Anästhesie. Springer, 2017, ISBN 978-3-662-54374-0.
- mit Leopold Eberhart (Hrsg.): Übelkeit und Erbrechen in der perioperativen Phase (PONV): Risikoeinschätzung, Vermeidung und Therapie in der klinischen Praxis. Deutscher Ärzte-Verlag, 2012, ISBN 978-3-7691-1286-3.
- als Hrsg. mit Leopold Eberhart: Fast-Track-Anästhesie. UNI-MED, 2009, ISBN 978-3-8374-1193-5.

Buchkapitel (Auswahl)
- mit Leopold Eberhart, M. Anders und M. Reyle-Hahn: Postoperative Phase. In: Rolf Rossaint, Christian Werner, Bernhard Zwißler (Hrsg.): Die Anästhesiologie. 3. Auflage. Springer Verlag, Berlin / Heidelberg / New York 2012, Kapitel 44.
- mit W. Wilhelm: Anästhesie in der Geburtshilfe und Anästhesie in der Gynäkologie. In: W. Wilhelm (Hrsg.): Praxis der Anästhesiologie. Springer Verlag, Berlin / Heidelberg / New York 2018.
- mit Susanne Greve, Manfred Moertl, Heidrun Lewald, Thierry Girard: Anästhesie und Analgesie in der Geburtshilfe. In: Constantin von Kaisenberg, Philipp Klaritsch, Irene Hösli-Krais (Hrsg.): Die Geburtshilfe. 6. Auflage. Springer Verlag, Berlin / Heidelberg / New York 2022.
- mit Dorothee Bremerich, Benedikt Schmid: Schwangerschaftsassoziierte Notfälle. In: Gernot Marx, Elke Muhl, Kai Zacharowski, Stefan Zeuzem (Hrsg.): Die Intensivmedizin. Springer Verlag, Berlin / Heidelberg / New York 2022.

Fachartikel
- Research Gate
- Pubmed